# HiM (アメリカのバンド)
HiM (ヒム) は、アメリカ合衆国のロック・バンド。1995年、ダグ・シャリン(Doug Scharin)が結成。ダブの影響を受けたポストロックバンドである。

## 概要
1995年にCodeine、Rex、June of 44でドラマーを務めるダグ・シャリンが結成した。2008年にリリースされた『1110』は日本のユニットUltra Livingと共に作られたもので、『1110』、『ん』の二作には原田郁子がボーカルに起用された。

## 作品

### アルバム
- Egg （1996年）
- H.I.M. / The Dylan Group （1997年）
- Interpretive Belief System （1997年）
- Sworn Eyes （1999年）
- Our Point of Departure （2000年）
- New Features （2001年）
- Many in High Places Are Not Well （2003年）
- Peoples （2006年）
- 1110 （2008年）
- ん （2009年）